# Peoria County
Peoria County je okres ve státě Illinois v USA. K roku 2013 zde žilo 188 429 obyvatel. Správním městem okresu je Peoria, které je rovněž jeho největším městem. Celková rozloha okresu činí 1 634 km². Jméno okres získal podle indiánského kmene Peoria, který žil na zdejším území.

## Sousední okresy
| Růžice kompasu | Knox County   | Stark County    | Marshall County | Růžice kompasu |
| Růžice kompasu |               | Sever           | Woodford County | Růžice kompasu |
| Růžice kompasu | Peoria County |                 | Woodford County | Růžice kompasu |
| Růžice kompasu | Jih           |                 | Woodford County | Růžice kompasu |
| Růžice kompasu | Fulton County | Tazewell County |                 | Růžice kompasu |